# Attentat de la Bath Consolidated School
L'attentat de la Bath Consolidated School est perpétré le 18 mai 1927 par un membre de la commission scolaire de l'école d'une petite ville du Michigan, Bath Township. Il s'agit de l'un des premiers attentats-suicides, dans une école ; il avait pour motivation l'endettement.
L'auteur de l'attentat, Andrew Kehoe, agriculteur de profession, proteste contre la levée d'un nouvel impôt qui avait financé cette école. Cet impôt aurait dégradé ses finances au point de le voir menacé d'une saisie. Il cache des dizaines de kilos de dynamite dans l'école. Puis il tue son épouse et fait ensuite exploser la charge ainsi que lui-même et sa voiture, tuant 45 personnes, principalement des écoliers, et en blessant 58.

## Héritage
L'artiste Carleton W. Angell a offert au conseil une statue commémorative en 1928, intitulée Fille avec un chat (également connue sous le nom de Fille avec un chaton),. Le Musée de l'école de Bath, situé dans le collège du district scolaire, contient de nombreux objets liés à la catastrophe, y compris la statue.
En 1975, le bâtiment Couzens a été démoli et le site a été réaménagé en tant que parc commémoratif James Couzens, dédié aux victimes. Au centre du parc se trouve la coupole d'origine de l'école consolidée de Bath, qui a survécu à la catastrophe et est restée sur l'école jusqu'à la démolition du bâtiment Couzens. Après quelques débats, une plaque historique de l'État du Michigan a été installée dans le parc en 1991 par la Commission historique du Michigan. En 2002, une plaque en bronze portant les noms des victimes de la catastrophe a été placée sur une stèle près de l'entrée du parc.
Le 3 novembre 2008, la ville a annoncé que des pierres tombales avaient été offertes pour Emilie et Robert Bromundt, les deux dernières victimes de l'attentat dont les tombes étaient encore non marquées. Une subvention d'une fondation a financé les marqueurs de tombes. En septembre 2014, une pierre tombale a été installée sur la tombe de Richard A. Fritz, dont la mort en 1928 a été attribuée aux blessures subies lors de l'explosion. La pierre tombale a été financée par un auteur écrivant sur la catastrophe pour un livre,.
Un documentaire sur la catastrophe a été publié en 2011, comprenant les interviews de divers survivants enregistrées à partir de 2004. Le 18 mai 2017, le 90e anniversaire de la catastrophe a été marqué par une table ronde à la Bath Middle School. Le 1er mai 2022, quelques semaines avant le 95e anniversaire de la catastrophe, Irene Dunham, la dernière élève de l'école de Bath à l'époque de la catastrophe, est décédée à l'âge de 114 ans.
La catastrophe est considérée par certains comme un acte de terrorisme. Arnie Bernstein, auteur de Bath Massacre : America's First School Bombing, a déclaré que cela « résonne puissamment pour les lecteurs modernes et nous rappelle que le terrorisme domestique et les meurtres de masse ne sont malheureusement pas seulement un produit de notre époque ». Des experts médicaux écrivant dans le Journal of Surgical Research ont qualifié la catastrophe de « plus grande catastrophe pédiatrique terroriste de l'histoire des États-Unis ». Harold Schechter, qui a écrit Psycho USA et Maniac, a qualifié la catastrophe de « horrible acte de meurtre de masse terroriste ».